# Parenion bootha
Parenion bootha är en stekelart som beskrevs av Austin och Paul C. Dangerfield 1992. Parenion bootha ingår i släktet Parenion och familjen bracksteklar. Inga underarter finns listade i Catalogue of Life.